# Mali človek
Pojem mali človek označuje posameznika brez pomembnega družbenega položaja, vpliva in premoženja. Vse moči uporabi, da preživi sebe in svojo družino, nima velikih življenjskih načrtov in višjih ciljev, ne posega v družbeno dogajanje in zgodovino, ampak srečo išče v sferi zasebnosti.

## Zgodovina pojma
Pojem mali človek je občuten kot termin le v slovanskih literaturah. Besedna zveza je v slovenščini postala popularna najbrž tudi pod nemškim vplivom. Hans Fallada je leta 1932 napisal roman Kleiner mann – was nun?, ki pripoveduje o ekonomski stiski revnega mladega zakonskega para v času velike svetovne gospodarske krize, ki kljub brezposelnosti in ponižanjem ohranita najvažnejše: ljubezen. Na Slovenskem je o romanu, ki je tudi v češkem prevodu (Občánku, co ted) doživel velik uspeh, poročal Božidar Borko: »Roman prikazuje razpoloženost 'malega človeka', ki trpi pod dvema kamnoma: velekapitalizmom, in proletarsko revolucionarnostjo. Stanovanjska kriza, birokratizem bolniških blagajn, pritisk lastnikov podeželskih podjetij, strah pred nezaposlenostjo in naposled sama nezaposlenost, okoli tega se vrti dejanje.«  Mali človek je finančno odvisen, išče svoj pošteno zasluženi kruh, stanovanje, udobje urejenega, mirnega in idiličnega družinskega življenja, nikogar noče izkoriščati in nikomur biti v breme. Mali človek je skromen, noče tvegati, ni mu za socialni prevrat, želi si samo tihe sreče. 
Pojem pozna ruska književnost 19. stoletja (Puškin, Gogolj, Dostojevski), zlasti pa 20. in 30. let 20. stoletja: Čehov, Kuprin, Gorki, Andrejev, Sologub, Bulgakov, Zoščenko, Vojnovič idr. Mali ljudje so žrtve carskega plemiško-birokratskega režima. Ker so nebogljeni, a pošteni, se ob njihovih tragičnih usodah razkrivata pokvarjenost in krutost mogočnežev. Na Slovenskem je pojem malega človeka povezan z literaturo socialnega realizma v 30. letih 20. stoletja in avtorji, kot so Prežihov Voranc, Miško Kranjec (Anketni listi malega človeka, 1974), Ciril Kosmač, France Bevk, Anton Ingolič, Ivan Potrč, Juš Kozak, Ferdo Kozak in Primož Kozak, Bratko Kreft, Tone Seliškar, Mile Klopčič, Igo Gruden. Ti so si za glavne osebe izbirali kmečki in industrijski proletariat. Kranjčev mali človek sicer sodeluje v revoluciji, vendar se pri tem razočara. Nazorska podlaga simpatije do malega človeka je plebejski demokratizem; idealu malega človeka je nasproten ideal močnega posameznika (nadčloveka), ki obrača kolo zgodovine, npr. pri Vladimirju Bartolu.
Mali človek je pogosta zveza v naslovih glasbenih, filmskih, literarnih in publicističnih del. Sinonimno so v rabi izrazi slehernik, občan, državljan, davkoplačevalec.